# Bep Sturm-van den Bergh
Betsie (Bep) Sturm-van den Bergh (Amsterdam, 4 mei 1919 – Laren, 3 november 2006) was een Nederlands beeldhouwer.

## Leven en werk
Bep van den Bergh stamt uit de Joodse familie van margarinefabrikanten Van den Bergh. Ze was een dochter van politicus en hoogleraar mr. dr. George van den Bergh en Jeannette Elizabeth van Dantzig, en een jongere zus van Robbert van den Bergh. Bep werd in 1939 met Jan Meefout en Henk Zweerus toegelaten tot de beeldhouwklas van Jan Bronner aan de Rijksakademie van beeldende kunsten in Amsterdam. Tijdens de Tweede Wereldoorlog was ze geïnterneerd in Kamp Westerbork, waar ze onder meer kinderspeelgoed maakte. Ze trouwde in 1948 met Jaap Sturm (1909-1979).
Sturm-van den Bergh maakte vooral bronzen portretten, uitgevoerd als buste, plaquette of kleinplastiek. Ze portretteerde diverse bekende Nederlanders, onder wie Joseph Luns, Rien Poortvliet en Mathilde Willink. In 1974 werd een van haar circusbeeldjes gebruikt voor een postzegel van Monaco, ter gelegenheid van het jaarlijks circusfestival. Ze exposeerde onder meer in het Van Gogh Museum (1977).
De kunstenares overleed op 87-jarige leeftijd.

## Werken (selectie)
- 1946 buste van Martin Monnickendam, collectie Joods Historisch Museum
- 1955 plaquette Willem Gehrels, Volksmuziekschool, Amsterdam
- 1956 plaquette mr. Bernardus Cornelis Franke, Wethouder Frankeweg, Amsterdam
- 1956 plaquette Joost van den Vondel, Juliana van Stolberglaan, Aerdenhout
- 1956 buste van Rembrandt (Rembrandt-monument) voor Madurodam
- 1960 buste Maarten Vrij
- 1965 reliëf Winston Churchill, Churchillaan, Haarlem
- 1966 buste Johan Kaart, collectie Allard Pierson Museum
- 1972 dorpsomroeper Floris Molenaar, alias 'de Bokkum', en zijn vrouw Aaltje van der Mije, Gasthuisplein, Zandvoort
- 1981 Rien Poortvliet als centaur
- 1981 beeldje van Anne Vondeling voor de Anne Vondelingprijs
- 1990 buste mr.dr. George van den Bergh, collectie universiteitsmuseum Amsterdam
- in of voor 1995 beeldengroep Comenius 1 dag terug in zijn rustplaats Naarden[6]
- plaquette Barend Coenraad Petrus Jansen, collectie universiteitsmuseum Amsterdam
- buste Harry van Tussenbroek, collectie Allard Pierson Museum
- beeldje van Oscar Carré voor de Oscar Carré Trofee
- beeldje voor de Prix de la Presse van het Festival du Cirque in Monte Carlo
- beeldje Mathilde Willink
- buste Joseph Luns

## Fotogalerij

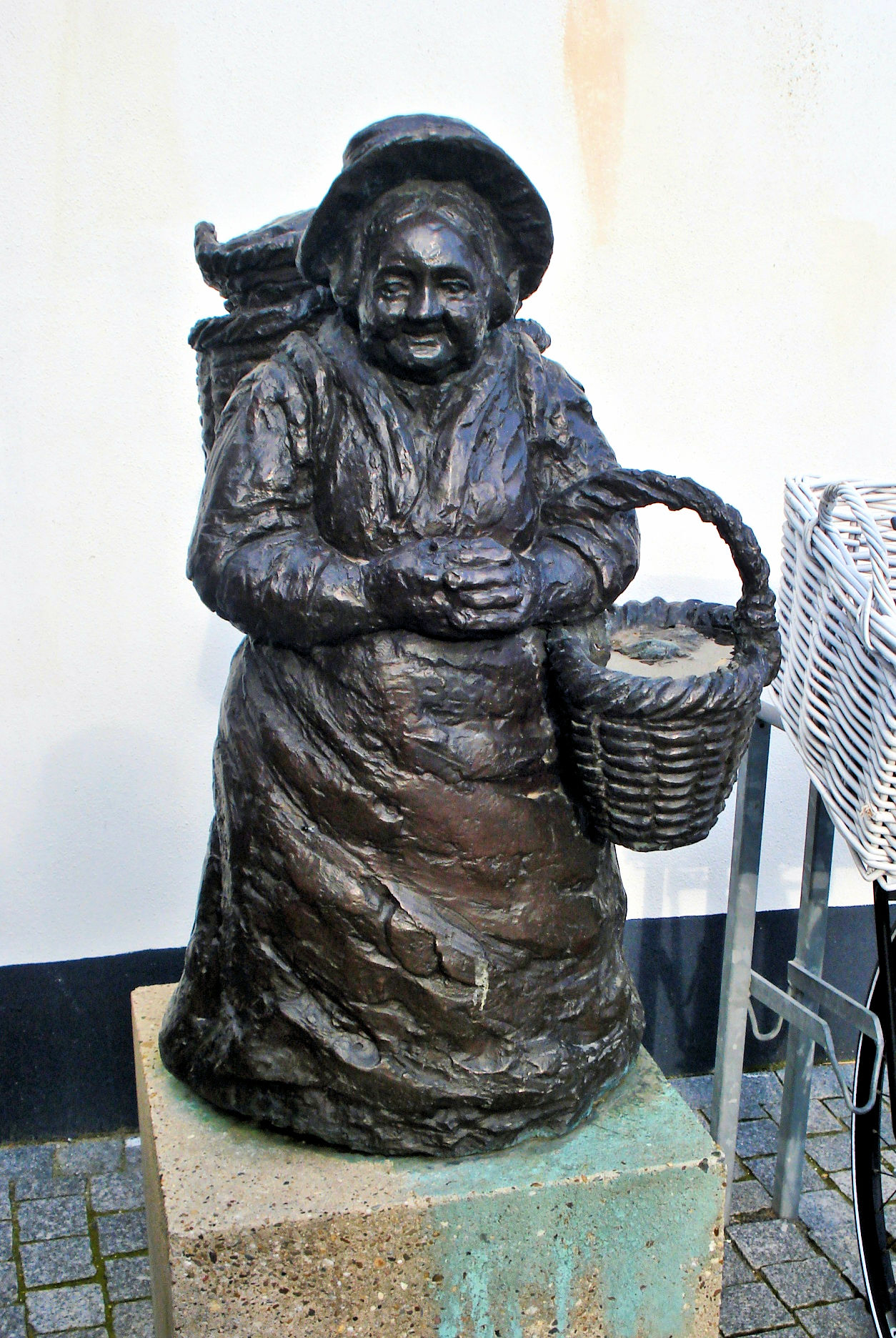
Arendje van der Mije, Zandvoort
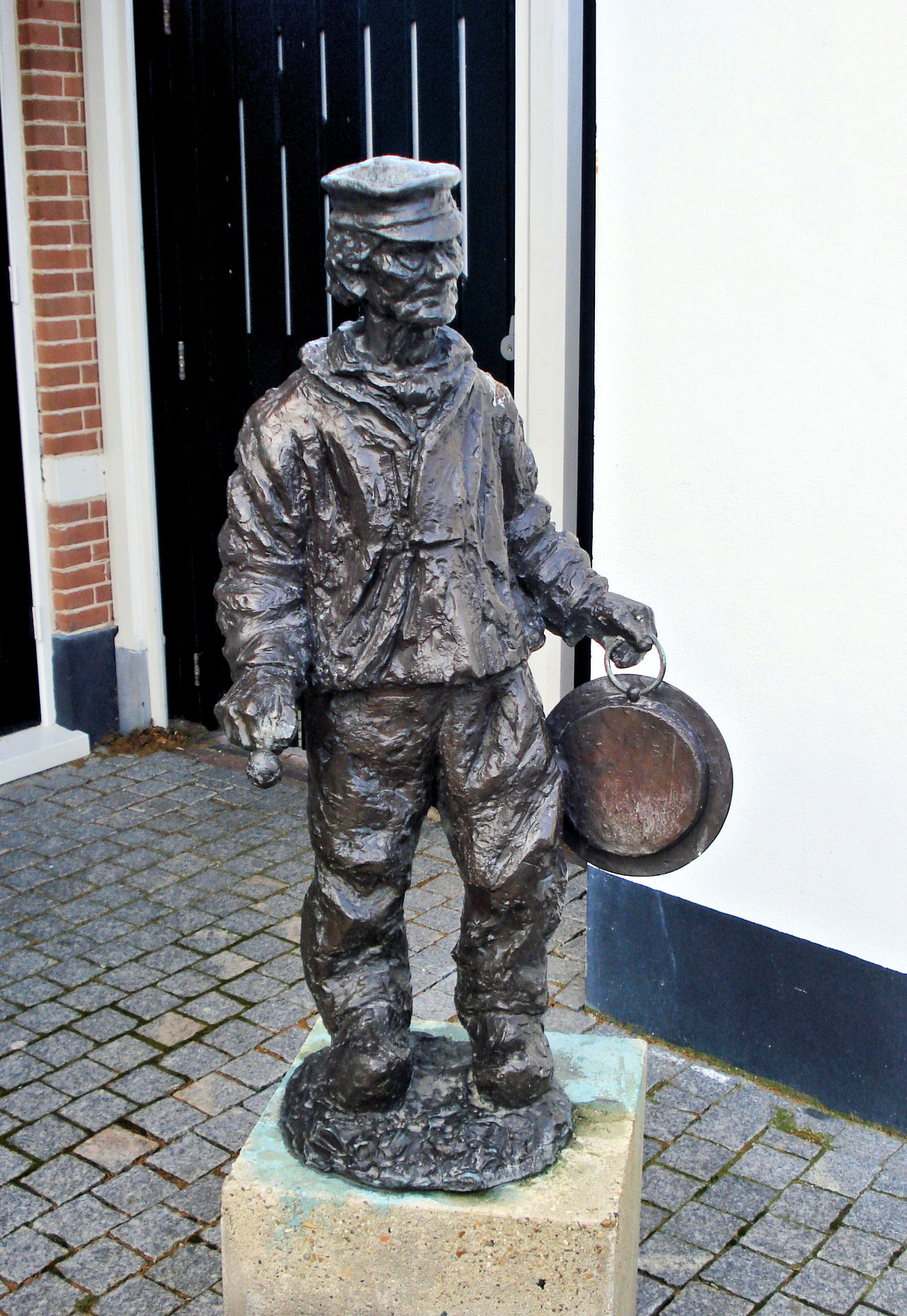
Floris Molenaar, dorpsomroeper, Zandvoort
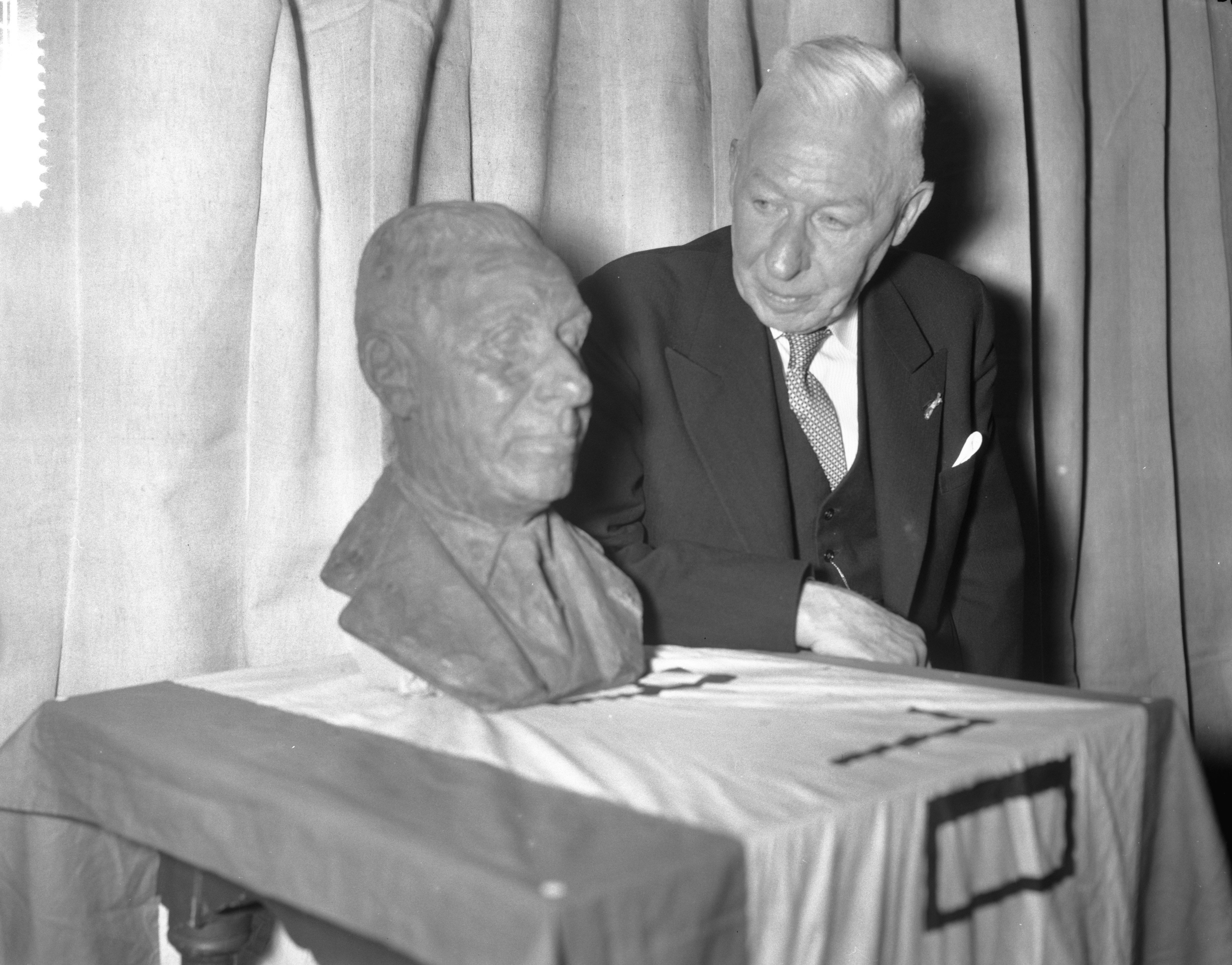
Maarten Vrij bij de door Sturm gemaakte buste (1960)

- Biografisch Portaal: 23601021
- RKD-Nederlands Instituut voor Kunstgeschiedenis: 7150